# 2008 v letectví
Tento článek obsahuje seznam událostí souvisejících s letectvím, které proběhly roku 2008.

## Události

### Červen
- 1. červen – Během Ali sul Lago airshow havaroval do jezera Bracciano vrtulník NHI NH90 italské armády (sériové číslo MM81519 EI-202). Pilot kapitán Filippo Fornassi zahynul, ostatní dva členové posádky vyvázli se zraněním.[1]

### Říjen
- 7. října – v závodě o Pohár Gordona Bennetta zvítězili Britové David Hempleman-Adams a Jonathan Mason

## První lety

### Únor
- 6. února – Falcomposite Furio
- 19. února – Suchoj Su-35

### Březen
- 8. března – Cessna 162 Skycatcher, prototyp

### Duben
- 29. dubna – Embraer Phenom 300

### Květen
- 19. května – Suchoj Superjet 100

### Červenec
- 3. července – Cirrus Vision SF50
- 30. července – Piper PA-47 PiperJet

### Srpen
- 27. srpna – Sikorsky X2

### Září
- 3. září – Bombardier CRJ1000

### Listopad
- 28. listopadu –  Comac ARJ21

### Prosinec
- 18. prosince – Sikorsky S-434
- 21. prosince – Scaled Composites White Knight Two